# Ett land utan kvinnor
Ett land utan kvinnor är en fransk-indisk film från 2003 i regi av Manish Jha.

## Handling
I början av filmen föder en kvinna i en indisk by ett barn. Eftersom det är en flicka, dränker fadern det. Många år efteråt ser vi resultatet. I en by försöker förgäves fadern Ramacharan gifta bort sina fem söner. Men det tycks inte finnas några kvinnor, hela byn består bara av män. En dag hittas en ung flicka, och hennes far gifter bort henne mot en hög summa pengar. Flickan Khalki tvingas gifta sig med alla fem männen.

## Rollista (i urval)
- Sudhir Pandey - Ramcharan
- Sushant Singh - Sooraj, Ramcharans yngste son
- Pankaj Jha - Rakesh, Ramacharnas son
- Tulip Joshi - Khalki
- Mukesh Bhatt - Kachra
- Vinamra Pancharia - Raghu, tjänare
- Latesh Chaudhari - Pappus brud
- Rohitash Gaud - Pratab
- Amin Gazi - Sukha
- Chittaranjan Giri - Pappu
- Imran - Gay guy

## Utmärkelser
Filmen vann FIPRESCI-priset vid filmfestivalen i Venedig 2003.